# جامع‌لی‌اورن (گول‌آغاچ)
جامع‌لی‌اورن (به ترکی استانبولی: Camiliören) یک منطقهٔ مسکونی در ترکیه است که در گول‌آغاچ واقع شده‌است.